# La Venta

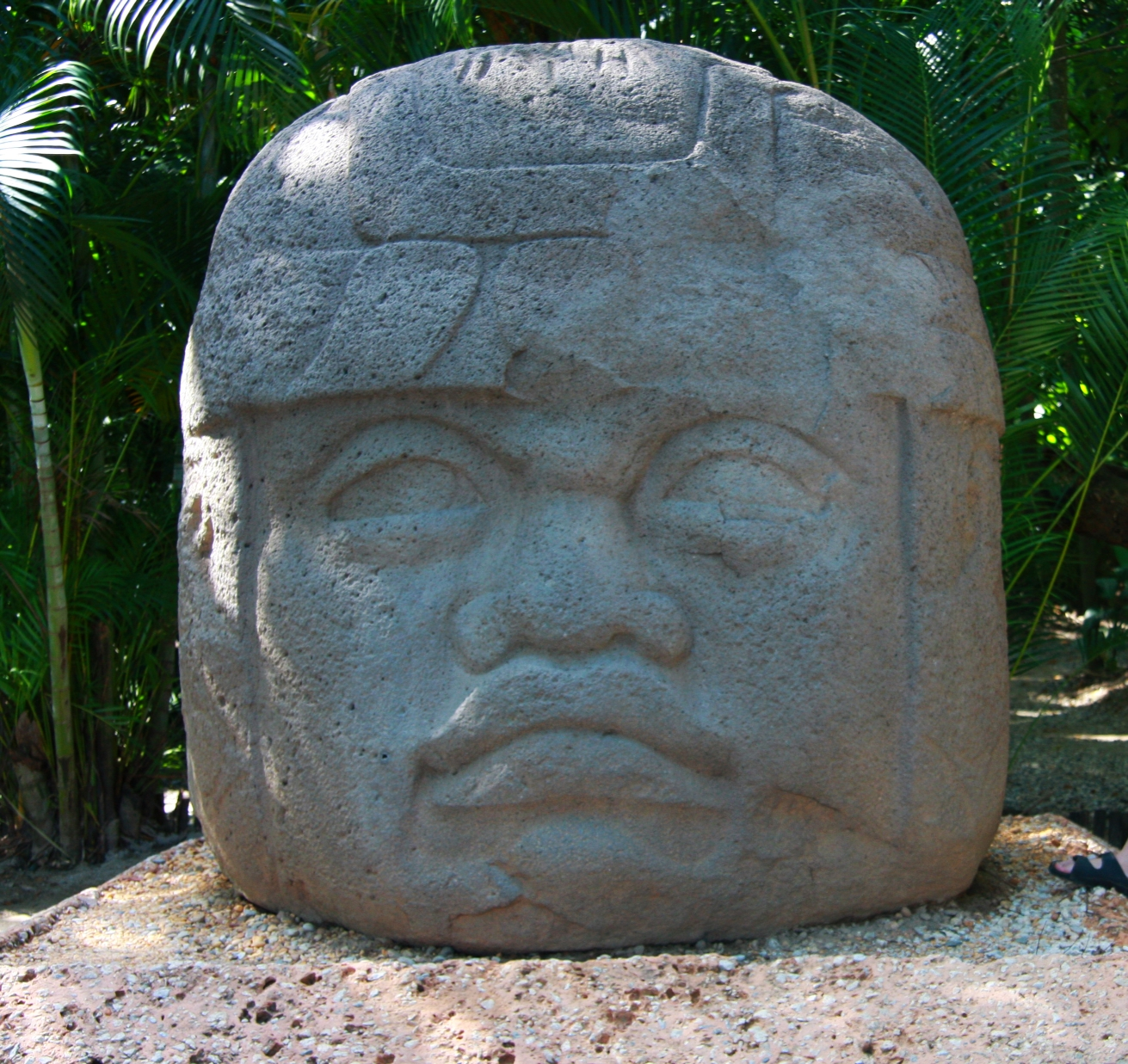
Głowa olmecka – monolityczna bazaltowa rzeźba.

La Venta – jedno ze stanowisk archeologicznych związanych z kulturą Olmeków położone w Meksyku, w stanie Tabasco.
Było zamieszkane w latach 1000–600 p.n.e. Do znalezisk odkrytych na jego obszarze należą: piramida stożkowa oraz monolityczne rzeźby kamienne przedstawiające głowy o negroidalnych rysach. Głowy wykonane zostały z bazaltu, kamienia, którego najbliższe złoża są oddalone o około 120 km od La Venta. Podczas prowadzenia prac wykopaliskowych natrafiono także na maskę jaguara, wykonaną jako mozaika z serpentynitu. Zagadką jest ukrycie jej pod grubą warstwą z suszonych cegieł (adobe), pod którymi znaleziono ułożone na krzyż serpentynitowe siekierki (była to warstwa złożona z 37 siekierek). Wśród znalezisk natrafiono na wiele drobnych wyrobów: biżuterię, posążki i figurki zwierząt wykonane w bazalcie, nefrycie, jadeicie oraz serpentynicie. W La Venta odkryto także najstarsze stele kamienne i ołtarze.
W La Venta znajduje się największa piramida olmecka, zbudowana z ziemi, o wysokości 30 m.
Około 400 roku p.n.e. zostały zniszczone i zakopane rzeźby, a mieszkańcy opuścili miasto.